# Meisenberg
Meisenberg är en kulle i Belgien.   Den ligger i regionen Vallonien, i den östra delen av landet, 130 km sydost om huvudstaden Bryssel. Toppen på Meisenberg är 598 meter över havet.
Terrängen runt Meisenberg är platt åt sydost, men åt nordväst är den kuperad. Närmaste större samhälle är Vielsalm, 7,0 km väster om Meisenberg. 
I omgivningarna runt Meisenberg växer i huvudsak blandskog. Runt Meisenberg är det ganska glesbefolkat, med 32 invånare per kvadratkilometer.